# Lia (Burkina Faso)
Pour les articles homonymes, voir Lia.
Lia est un village du département et la commune rurale de Zamo, situé dans la province du Sanguié et la région du Centre-Ouest au Burkina Faso.

## Éducation et santé
La commune accueille une école primaire et un centre de santé et de promotion sociale (CSPS).